# 贝尔纳多·德·加尔维斯
贝尔纳多·德·加尔维斯（西班牙語：Bernardo de Gálvez，1746年7月23日—1786年11月30日）西班牙军事领导人和政府官员，曾担任西班牙路易斯安那和古巴的殖民地总督，后来担任新西班牙总督。加尔维斯16岁参军，曾在欧洲、美洲和北非参加多场战争。在担任路易斯安那总督期间，他在美国独立战争中支持殖民地居民及其法国盟友，帮助疏通重要的补给线并挫败英国在墨西哥湾沿岸的行动。加尔维斯在战场上取得了数场胜利，最引人注目的是征服了西佛罗里达并在墨西哥湾彻底歼灭英国海军，最终导致在《巴黎条约》中将整个佛罗里达正式归还西班牙，他在起草该条约中发挥了作用。德克萨斯州加尔维斯顿和路易斯安那州加尔维斯以他的名字命名。2014年，他被授予美国荣誉公民的称号。彭萨科拉有纪念他的纪念日。